# 6807-es mellékút (Magyarország)
A 6807-es számú mellékút egy bő huszonhárom kilométer hosszú, négy számjegyű országos közút Somogy vármegye déli részén. A horvát határ mellett fekvő Babócsát köti össze Nagyatáddal, illetve a 68-as főút térségével.

## Nyomvonala
A 6801-es útból ágazik ki, annak 13,350-es kilométerszelvénye táján, Babócsa központjában. Majdnem pontosan észak felé indul, délnek ugyanitt 68 309-es út indul a település déli részére és a MÁV 60-as számú Gyékényes–Pécs-vasútvonalának Babócsa vasútállomására. Belterületi szakasza a Rákóczi utca nevet viseli, és alig 1 kilométer után elhagyja a község házait. 3,3 kilométer után Háromfa település területére ér, ahol az ötödik kilométerénél kiágazik belőle a 68 116-os út kelet felé, Rinyaújnép központjába.
5,8 kilométer után éri el Háromfa lakott területének déli szélét, innen közel 4 kilométeren keresztül az észak-déli irányban hosszan elnyúló község lakott területei közt halad, apróbb iránymódosulásoktól eltekintve továbbra is észak felé, Kossuth utca néven. A község északi, Agarév nevű falurészében, 9,5 kilométer megtételét követően keletnek fordul, és nem sokkal ezután el is hagyja a lakott területeket.
10,5 kilométer után ismét északnak fordul, ugyanott kiágazik belőle dél felé a 2,8 kilométer hosszú 68 128-as út, az innen délkelet felé fekvő, zsákfalunak tekinthető Bakháza központjába. 13,5 kilométer után eléri Rinyaszentkirály délnyugati határszélét, ott a határvonalat kezdi kísérni, majd alig száz méterrel arrébb elhalad Háromfa, Rinyaszentkirály és Nagyatád hármashatárát, onnan a két utóbbi település határvonalát kíséri.
14,8 kilométer után lép be teljesen Nagyatád határai közé, ahol közel három kilométeren át külterületek között húzódik. 17,5 kilométer után érkezik a városhoz tartozó Kivadár településre, ott a lakott területek között az északi iránytól egy kicsit keletebbnek tér, a Háromfai út nevet viselve, 18,3 kilométer megtételét követően elhagyja a belterületet és nem sokkal utána ismét északnak fordul. 20,6 kilométer után Bodvica városrészbe ér, ott a kezdeti szakaszának települési neve Szigetvári utca, majd a központ déli szélétől kezdve, egy iránytörést követően Rákóczi Ferenc utca néven folytatódik.
22,1 kilométer után keresztezi a MÁV 38-as számú Nagyatád–Somogyszob-vasútvonalának egyik iparvágányát, és innen már a város házai között halad, Petőfi Sándor utca néven. 22,8 kilométer után kiágazik belőle délnyugat felé a 68 104-es út Tarany községbe, a folytatása pedig innen a Kossuth Lajos utca nevet veszi fel. A városközpont keleti részén ér véget, beletorkollva a 681-es főútba, annak 2,300-as kilométerszelvényénél.
Teljes hossza, az országos közutak térképes nyilvántartását szolgáló kira.gov.hu adatbázisa szerint 23,241 kilométer.

## Települések az út mentén
- Babócsa
- Háromfa
- (Rinyaszentkirály)
- Nagyatád-Kivadár
- Nagyatád-Bodvica
- Nagyatád

## Története
1934-ben a kereskedelem- és közlekedésügyi miniszter 70 846/1934. számú rendelete a Nagyatád és Háromfa közti szakaszát harmadrendű főúttá nyilvánította, a Böhönye-Nagyatád-Vízvár közti 646-os főút részeként; Háromfa és Babócsa közti szakasza ugyanakkor a Háromfa-Barcs közti 647-es főút része lett.